# Пролив Кабота

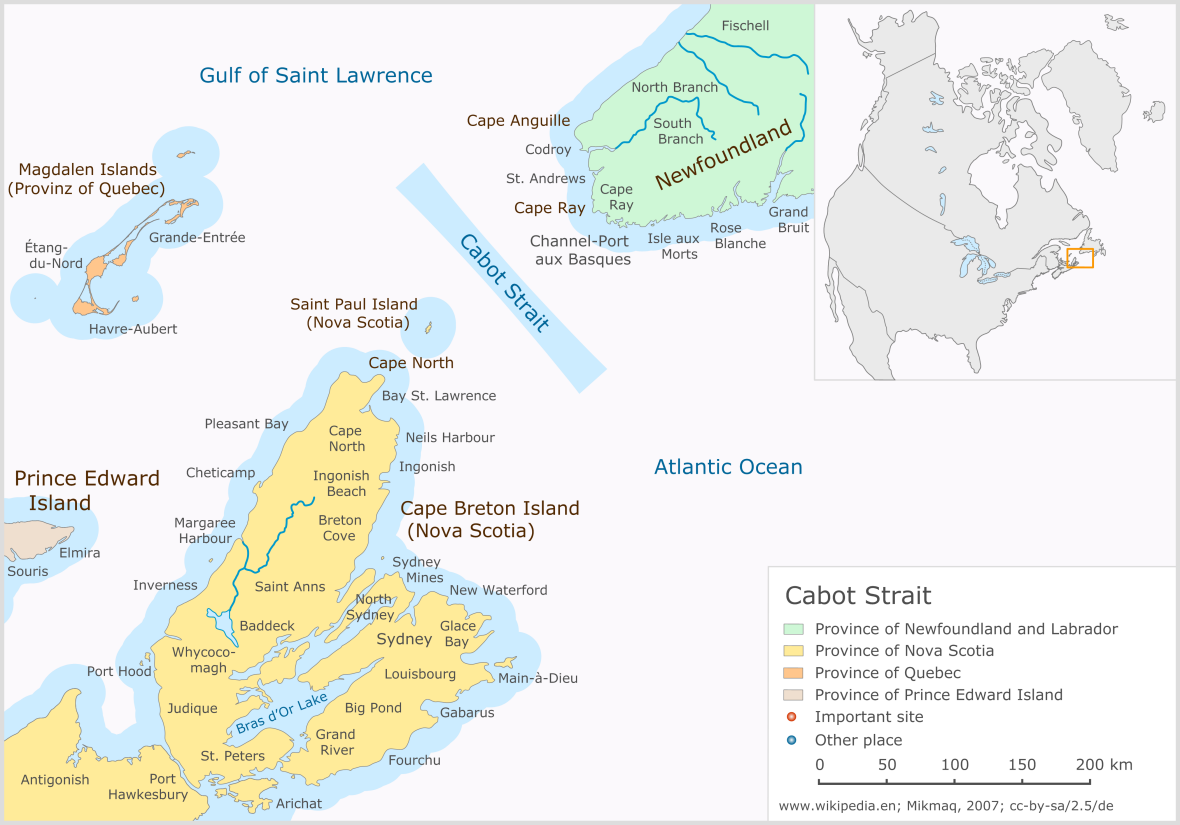
Карта пролива

Проли́в Ка́бота (англ. Cabot Strait, фр. détroit de Cabot) — находится в восточной части Канады, длина 110 км.
Пролив Кабот — часть залива Святого Лаврентия между мысом Кейп-Норт на побережье острова Кейп-Бретон, и самой юго-западной точкой (Кейп-Рей) побережья острова Ньюфаундленд.
Пролив назван в честь итальянского мореплавателя Джона Кабота.
Два больших города по обе стороны пролива — Шанель-Порт-о-Баск и Сидни.